# Kobî, Novi Sanjarî
Kobî (în ucraineană Коби) este un sat în comuna Stovbîna Dolîna din raionul Novi Sanjarî, regiunea Poltava, Ucraina.

## Demografie
Componența lingvistică a localității Kobî
     Ucraineană (95,8%)
     Rusă (2,52%)
     Alte limbi (1,68%)
Conform recensământului din 2001, majoritatea populației localității Kobî era vorbitoare de ucraineană (95,8%), existând în minoritate și vorbitori de rusă (2,52%).